# 五福

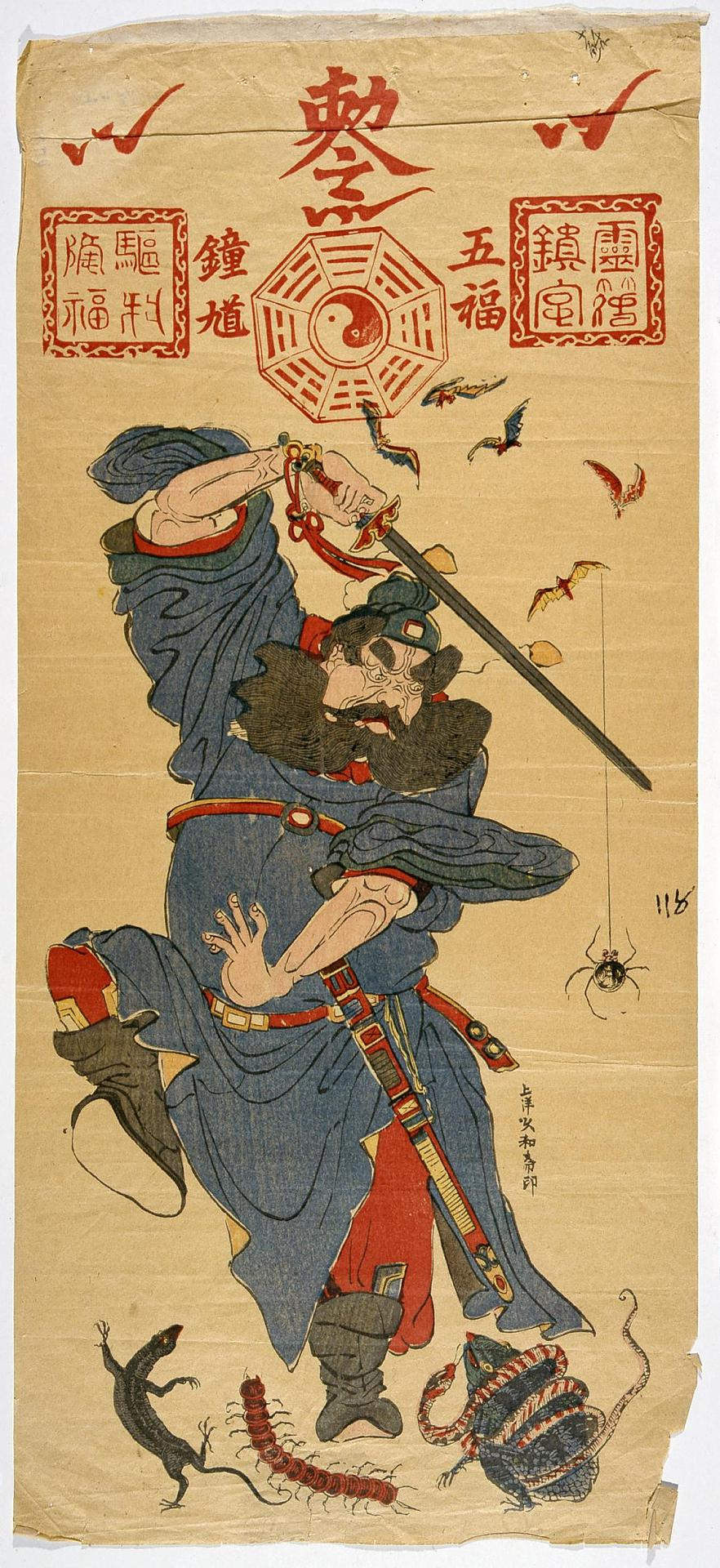
在这张鍾馗图中，五福由五只蝙蝠所象征。

五福，通俗指福、祿、壽、喜、財這五種福分。

## 由來
五福的說法源自《尚書·洪範》：「一曰壽、二曰富、三曰康寧、四曰攸好德、五曰考終命」，指人的福分有長壽、富貴、健康安寧、生性仁善、善終。然而由於「考終命」有禁忌，東漢桓譚於《新論·離事第十一》改成「壽、富、貴、安樂、子孫眾多」。明清时期，五福更为世俗化，「福、祿、壽、喜、財」之说在民间广为流行，相关画像、器物图案众多。
佛教還有「富貴、長壽、康寧、好德、善終」此說法，為善業修持得來的福報。